# 馬瀬村 (岐阜県安八郡)
馬之瀬村（うまのせむら）は、かつて岐阜県安八郡にあった村である。
現在の大垣市馬の瀬町などに該当する。

## 歴史
- 牧村の枝郷（分村）として成立した村[2]。
- 牧村とともに馬を地名の由来としており、「馬之瀬（馬瀬）」は「馬を洗う川の瀬」を意味する[2]。
- 江戸時代末期、美濃国安八郡馬之瀬村は天領であった。
- 1884年（明治17年） - 牧村と馬之瀬村で組合役場を開設。
- 1889年（明治22年）7月1日 - 町村制により馬之瀬村が発足。
- 1897年（明治30年）4月1日 - 牧村と合併し、牧村が発足。同日馬之瀬村は廃止。

## その他
- 1948年（昭和23年）9月7日、牧村の牧地区と馬之瀬地区とで境界線の変更が行われ、揖斐川の中央が両地区の境界となった。同年10月1日に馬之瀬地区が大垣市に編入され、地名を馬の瀬町に変更している。
- この牧村内での境界変更により、正確にいうと、旧・馬之瀬村の一部は安八郡安八町牧の一部となっている。